# Bildung für nachhaltige Entwicklung
Bildung für nachhaltige Entwicklung (BNE) ist eine weltweite Bildungskampagne der Vereinten Nationen, die international und national von einem breiten Spektrum verschiedener Akteure getragen wird. Sie soll das Individuum zu zukunftsfähigem Denken und Handeln befähigen und es allen Menschen ermöglichen, die Auswirkungen des eigenen Handelns auf die Welt zu verstehen und verantwortungsvolle, nachhaltige Entscheidungen zu treffen. Damit sollen nachhaltige Entwicklungsprozesse lokal wie global in Gang gesetzt und – nachhaltig – in Gang gehalten werden, um weltweit und dauerhaft lebenswerte Verhältnisse für alle zu erreichen.
Seit 2020 läuft das neueste UNESCO-Programm zu BNE: „Education for Sustainable Development: Towards achieving the SDGs“ (kurz ESD for 2030; deutsch: BNE 2030). Zentral dabei ist der Beitrag von BNE zur Erreichung der 17 Nachhaltigkeitsziele der Vereinten Nationen. Das Nachhaltigkeitsziel SDG 4, insbesondere das Unterziel 4.7, steht dabei im Fokus: „Bis 2030 sicherstellen, dass alle Lernenden die für nachhaltige Entwicklung notwendigen Kenntnisse und Fähigkeiten erwerben…“.
Der deutsche BNE-Prozess wird von der deutschen UNESCO-Kommission und dem Bundesministerium für Bildung und Forschung betreut.
Bildung für nachhaltige Entwicklung umfasst alle Aktivitäten, die sich als transformative Bildung am Leitbild der nachhaltigen Entwicklung orientieren. Sie führt unterschiedliche Bildungstraditionen und Handlungsschwerpunkte wie Umweltbildung, Globales Lernen, Verbraucherbildung etc. zusammen.

## Entstehungshintergrund

### Agenda 21
Auf Grundlage des Nachhaltigkeit-Konzeptes des Brundtland-Berichts von 1987 wurde auf der Rio-Konferenz („Umwelt und Entwicklung“) der Vereinten Nationen 1992 die Agenda 21 verabschiedet.
Diese dokumentiert die nachhaltige Entwicklung als gemeinsames Leitbild der Menschheit für das 21. Jahrhundert. In Kapitel 36 widmet sie sich der „Bildung/Erziehung“, der „öffentlichen Bewusstseinsbildung“ und der „berufliche Ausbildung“ und stellt somit die erste offizielle Verknüpfung von nachhaltiger Entwicklung mit der Bildung dar.
Diese Verknüpfung wird von den Verfassern aus verschiedenen Gründen als notwendig angesehen: Zur Erreichung einer nachhaltigen Entwicklung seien gesteuerte Wandlungsprozesse auf politischer Ebene und innovative Produktionsverfahren sowie weitere naturschonende Maßnahmen auf der wirtschaftlichen Ebene allein nicht ausreichend. Darüber hinaus sei auf individueller und gesellschaftlicher Ebene ein Engagement für nachhaltige Entwicklung, veränderte Konsum- und Verhaltensmuster sowie ein verändertes Gerechtigkeitsempfinden und Umweltbewusstsein nötig. Insgesamt sei dies alles nur über einen umfassenden mentalen und kulturellen Wandel zu bewerkstelligen. Dieser mentale Wandel als Prozess veränderter Bewusstseinsbildung der Individuen zur Umgestaltung gesellschaftlicher Leitbilder sei aber ohne eine weltweite Bildungsinitiative nicht machbar, denn eine „Selbstveränderung setzt eine gezielte Steuerungspolitik voraus - und Institutionen die solche Veränderungen bewirken können.“
Die Zielsetzung der Agenda 21 wurde seit Mitte der 1990er Jahre konzeptionell als Bildung für nachhaltige Entwicklung (BNE) bzw. als Education for Sustainable Development (ESD) ausgearbeitet. Von 2005 bis 2014 verpflichteten sich die Mitgliedsstaaten der Vereinten Nationen mit der UN-Dekade „Bildung für eine nachhaltige Entwicklung“ dazu, die Prinzipien der Nachhaltigkeit in ihren Bildungssystemen zu verankern. Das Weltaktionsprogramm Bildung für nachhaltige Entwicklung (2015–2019) folgte auf die UN-Dekade. Ziel war es „vom Projekt in die Struktur“ zu kommen. Das heißt, dass BNE in den Institutionen verankert werden sollte.

### Ökologische Notwendigkeiten und entwicklungspolitische Einsichten
BNE führt Aspekte der Umwelt- und Entwicklungspolitik in einem entsprechenden Bildungskonzept zusammen.
Im Bereich der Umweltfragen wurde wegen der seit den 1960er Jahren verstärkt beobachtbaren und prognostizierten Krisenphänomene ein Bedrohungsszenario in Bezug auf mögliche zukünftige Ressourcenknappheit (durch Ressourcenverschwendung), vermehrte Umweltschädigungen und -katastrophen aller Art mit irreversiblen ökologische Folgen für Mensch und Natur im globalen Maßstab sowie ein zunehmendes Artensterben diagnostiziert. Es wurde prognostiziert, dass diese Phänomene durch die rasant wachsende Weltbevölkerung noch zusätzlich verstärkt würden. Diese Aspekte umreißen die Inhalte, die von Bildungskonzepten wie der Umwelterziehung oder der Ökopädagogik inhaltlich und didaktisch aufgenommen wurden. Dagegen stand im Fokus der entwicklungspolitischen Bildung die Ungerechtigkeit im Hinblick auf die Verteilung der Lebenschancen und Reichtümer zwischen dem reicheren industrialisierten Norden der Welt und den ärmeren Entwicklungs- und aufstrebenden Schwellenländern der südlichen Halbkugel.
Ein Ausgleich zwischen Nord und Süd wird für dringend nötig gehalten. Außerdem sei aber die Erkenntnis zu berücksichtigen, dass sich die Wirtschafts- und Lebensweise des Nordens aus ökologischen Gründen nicht einfach globalisieren lässt, da die verfügbaren Ressourcen nicht ausreichen und die Umweltverschmutzung rapide ansteigen würde. Anstatt vom Bedrohungsszenario der Umweltbildung und dem Elendszenario der entwicklungspolitischen Bildung auszugehen, verfolgt die Bildung für nachhaltige Entwicklung eine positive Strategie: Es geht dabei um Schonung der natürlichen Ressourcen „um die gerechte Verteilung der Lebenschancen“ bzw. der natürlichen Grundlagen für ein menschenwürdiges Leben „aller derzeit auf der Erde lebenden Menschen (intragenerationelle Gerechtigkeit) und um die gerechten Chancen für die zukünftigen Generationen (intergenerationelle Gerechtigkeit)“. Dies soll aber erreicht werden, ohne zugleich auf ökonomische Prosperität zu verzichten; vielmehr sei ökonomische Prosperität in vielen Ländern Voraussetzung für die Schaffung gerechterer Verhältnisse. In der BNE werden vor diesem normativen Hintergrund die Umweltbildung und das globale Lernen zusammen gedacht.

## Entwicklung auf nationalen Ebenen

### Deutschland
In Deutschland wurde das Prinzip der Nachhaltigkeit 1994 als Staatsziel in Art. 20a Grundgesetz verankert, allerdings noch ohne explizite Erwähnung der Bildung. Erste konzeptionelle Arbeiten zur Bildung für nachhaltige Entwicklung in den 1990ern stammen aus der Umweltbildung. Die erste offizielle bildungspolitische Publikation zur Bildung für nachhaltige Entwicklung in Deutschland war der Orientierungsrahmen „Bildung für eine nachhaltige Entwicklung“. Es folgte ebenfalls im Auftrag der Bund-Länder-Kommission die Publikation Bildung für eine nachhaltige Entwicklung – Gutachten zum Programm, die die Grundlage für das BLK-Programm 21 bildet, das im Schulbereich einen großen Anschub der Bildung für nachhaltige Entwicklung bewirkte. Mit dem Bundestagsbeschluss „Bildung für eine nachhaltige Entwicklung“ von 2000 wurde die Bundesregierung aufgefordert, die Gestaltung der bundesdeutschen Gesamtpolitik am Leitbild einer „nachhaltigen Entwicklung“ auszurichten und diese Zielsetzung mit konkreten Maßnahmen im Bildungsbereich zu verwirklichen.
Im Hinblick auf die Zusammenführung von den Bereichen Umweltbildung und Globales Lernen ist eine von allen relevanten Akteuren akzeptierte Verortung unter dem „Dach“ der Bildung für nachhaltige Entwicklung zunächst nur langsam vorangekommen. Im Juni 2007 hat ein von der Kultusministerkonferenz (KMK) veröffentlichtes bzw. verabschiedetes Papier beide Linien aufgenommen: Gemeinsam mit der Bundesregierung hat sich die KMK auf einen „Orientierungsrahmen für den Lernbereich globale Entwicklung“ geeinigt. Die einen Tag später von der KMK gemeinsam mit der deutschen UNESCO-Kommission verabschiedete Empfehlung zur „Bildung für nachhaltige Entwicklung in der Schule“ wurde in die Publikation des Orientierungsrahmens aufgenommen. Der Rahmen selbst bezieht sich ausdrücklich auf Bildung für nachhaltige Entwicklung.
Im Jahr 2013 wurde in einer Untersuchung die Kritik formuliert, dass BNE und auch der Orientierungsrahmen sich zu wenig mit den Folgen kolonialer Machtverhältnisse und der Machtasymmetrie zwischen Nord und Süd auseinandersetzen. Dieser Kritik wurde entschieden widersprochen mit der Begründung, dass u. a. die als Negativbeispiele deklarierten Materialien in der Untersuchung nicht näher ausgeführt werden und nicht deutlich wird, nach welchen Kriterien die Auswahl der untersuchten Materialien erfolgt ist, und dass diese Untersuchung eher pauschale Denk- und Sprechverbote ausspricht. Es wird auch die Frage aufgeworfen, welche Gefühle im Rahmen von BNE angesprochen werden, wenn es z. B. um den Klimawandel geht.
2015 wurde die Agenda 2030 für nachhaltige Entwicklung von den Vereinten Nationen verabschiedet. Kernstück der Agenda sind die 17 Ziele für nachhaltige Entwicklung, die Sustainable Development Goals (SDGs). Um diese Agenda in den bestehenden Orientierungsrahmen zu integrieren, hat die KMK eine neue Fassung erarbeitet, den „Orientierungsrahmen für den Lernbereich Globale Entwicklung im Rahmen einer Bildung für nachhaltige Entwicklung, 2. aktualisierte und erweiterte Auflage“. Der Orientierungsrahmen stellt eine strukturelle Hilfe für die fächerübergreifende bzw. fächerverbindende Integration von BNE in der schulischen Bildung dar. Diese Fassung deckt nahezu das gesamte Fächerspektrum ab. Fragen der nachhaltigen Entwicklung sollen nicht mehr nur in Politik oder Biologie, sondern auch in Geschichte, Mathematik oder Kunst behandelt werden. Es werden 5 Leitideen und 3 Kompetenzbereiche (Erkennen, Bewerten und Handeln) des Lernbereichs Globale Entwicklung formuliert sowie 11 Kernkompetenzen, die den Kompetenzbereichen zugeordnet sind.

### Schweiz
Auch in der Schweiz wurde das Prinzip der Nachhaltigkeit als Staatsziel in Art. 73 Schweizerische Bundesverfassung fest verankert. Die Aufgabe der Bildung (für nachhaltige Entwicklung) wird an dieser Stelle nicht explizit erwähnt. Es ist die Schweizerische Konferenz der kantonalen Erziehungsdirektoren (EDK), welche über die Koordination von Projekten einen Beitrag zur Integration der Bildung für Nachhaltige Entwicklung in Schule und Unterricht leistet.
Im Vordergrund steht dabei eine Zusammenarbeit mit Bundesämtern, welche im Bereich der Bildung für Nachhaltige Entwicklung tätig sind, sowie mit der Stiftung éducation21. Ziel ist es, den Einsatz der vorhandenen Mittel auf nationaler Ebene zu koordinieren und dabei konkrete Projekte zu unterstützen. Die Absprachen dazu finden in der Schweizerischen Koordinationskonferenz BNE statt. Die Stiftung éducation21 ist Trägerin des neugeschaffenen nationalen Kompetenzzentrums Bildung für Nachhaltige Entwicklung. éducation21 ist im September 2012 aus einer Fusion der Stiftungen Bildung und Entwicklung (SBE) und Umweltbildung Schweiz (SUB) hervorgegangen.
Auf der tertiären Bildungsstufe wurde die Forderung nach BNE zunehmend lauter durch Vertreter von ökologischen und sozialen Gerechtigkeitsanliegen. Erste Ansätze zur Institutionalisierung fanden noch unter dem Begriff Allgemeine Ökologie in den 1980er- und 1990er-Jahren statt. Gesamtschweizerisch wurden die Forderungen nach BNE an den Hochschulen durch die Akademien 1997 dokumentiert. Vorgehensvorschläge wurden 2010 formuliert. Die vormalige Institution Interfakultäre Koordinationsstelle für Allgemeine Ökologie (IKAÖ) wurde in das interdisziplinäre Zentrum für nachhaltige Entwicklung und Umwelt (CDE) integriert. 2016 legte die Universität Bern für die Integration Nachhaltiger Entwicklung in die Lehre einen Leitfaden für alle Studiengänge vor.

### Österreich
Am 12. November 2008 wurde die „Österreichische Strategie zur Bildung für nachhaltige Entwicklung“ durch das damalige Bundesministerium für Unterricht, Kunst und Kultur (heute Bundesministerium für Bildung und Frauen), das Bundesministerium für Land- und Forstwirtschaft, Umwelt und Wasserwirtschaft und das Bundesministerium für Wissenschaft und Forschung (heute Bundesministerium für Wissenschaft, Forschung und Wirtschaft) in den österreichischen Ministerrat eingebracht und beschlossen.
Bei der Umsetzung der Bildung für nachhaltige Entwicklung in Österreich wurde der Beteiligung aller Akteure von Anfang an größte Priorität eingeräumt. So sollten vorhandene Aktivitäten und Projekte in den nationalen Diskussionsprozess einfließen, damit die Erfahrungen und Positionen genutzt werden. Zur Koordination wurde das Dekadenbüro installiert.

## Ziele
Ziel der BNE ist es, dass die Individuen Kompetenzen erwerben, um aktiv und eigenverantwortlich die Zukunft im Sinne einer nachhaltigen Entwicklung gestalten zu können. In diesem Zusammenhang spielen ebenso rationale, emotionale wie auch handlungsbezogene Komponenten und der Erwerb von Urteilsfähigkeit eine entscheidende Rolle.
Bildung für nachhaltige Entwicklung wird explizit in den Nachhaltigkeitszielen der Vereinten Nationen erstrebt. Explizit wird BNE im Unterziel 4.7 (Bis 2030 sicherstellen, dass alle Lernenden die für nachhaltige Entwicklung notwendigen Kenntnisse und Fähigkeiten erwerben, u. a. durch Bildung für nachhaltige Entwicklung) erwähnt. Darüber hinaus wird BNE als notwendig zur Erfüllung aller SDGs gesehen und von der Bundesregierung als Schlüsselinstrument in der neuen Nachhaltigkeitsstrategie benannt.
Vergleichende Analysen zeigen, dass es weltweit eine große Vielfalt an Zielformulierungen für die Bildung für nachhaltige Entwicklung gibt. Im Folgenden können nur einige beispielhaft vorgestellt und in ihrer Bedeutung eingeschätzt werden (eine ausführliche Analyse findet sich in Rieß, 2010). Auf internationaler Ebene ist die von der UNESCO zur Ausrufung der UN-Dekade „Bildung für nachhaltige Entwicklung“ vorgeschlagene Zielformulierung, die am häufigsten zitierte: „The vision of education for sustainable development is a world where everyone has the opportunity to benefit from quality education and learn the values, behaviour and lifestyles required for a sustainable future and for positive societal transformation.“ In enger Anlehnung hierzu wird im Nationalen Aktionsplan für Deutschland als übergeordnetes Ziel der Weltdekade BNE und damit der BNE ganz grundsätzlich vorgeschlagen: „Die globale Vision der Weltdekade ‚Bildung für nachhaltige Entwicklung‘ ist es, allen Menschen Bildungschancen zu eröffnen, die es ermöglichen, sich Wissen und Werte anzueignen sowie Verhaltensweisen und Lebensstile zu erlernen, die für eine lebenswerte Zukunft und eine positive gesellschaftliche Veränderung erforderlich sind“.
Beide Zielformulierungen finden auf nationaler und internationaler Ebene große Zustimmung.
Eine weitere Gruppe an Zielformulierungen orientiert sich am Kompetenzbegriff. Eine Stellungnahme der OECD-Bildungsminister besagt: „Nachhaltige Entwicklung und sozialer Zusammenhalt hängen entscheidend von den Kompetenzen der gesamten Bevölkerung ab – wobei der Begriff 'Kompetenzen' Wissen, Fertigkeiten, Einstellungen und Wertvorstellungen umfasst.“ Ein umfassender Ansatz zur Bündelung mit dem Begriff BNE verbundenen Kompetenzen wurde in Deutschland unter dem Konzept der Gestaltungskompetenz von Gerhard de Haan entwickelt und ausformuliert. „Mit Gestaltungskompetenz wird die Fähigkeit bezeichnet, Wissen über nachhaltige Entwicklung anwenden und Probleme nicht nachhaltiger Entwicklung erkennen zu können. Das heißt, aus Gegenwartsanalyse und Zukunftsstudien Schlussfolgerungen über ökologische, ökonomische, soziale, zusätzlich auch politisch-demokratische und kulturelle Entwicklungen in ihrer wechselseitigen Abhängigkeit ziehen und darauf basierende Entscheidungen treffen, verstehen und individuell, gemeinschaftlich und politisch umsetzten zu können…“
Die Gestaltungskompetenz lässt sich in 12 Teilkompetenzen aufgliedern:
1. Empathie für andere zeigen können[31]
2. Gemeinsam mit anderen planen und handeln können
3. Interdisziplinär Erkenntnisse gewinnen und handeln
4. An kollektiven Entscheidungsprozessen teilhaben können
5. Die eigenen Leitbilder und die anderer reflektieren können
6. Sich und andere motivieren können, aktiv zu werden
7. Risiken, Gefahren und Unsicherheiten erkennen und abwägen können
8. Selbstständig planen und handeln können
9. Vorausschauend Entwicklungen analysieren und beurteilen können
10. Vorstellungen von Gerechtigkeit als Entscheidungs- und Handlungsgrundlage nutzen können
11. Weltoffen und neue Perspektiven integrierend Wissen aufbauen
12. Zielkonflikte bei der Reflexion über Handlungsstrategien berücksichtigen können

Eine hierzu alternative Zielbestimmung stammt von Rost, Lauströer und Raack: „Bildung für nachhaltige Entwicklung soll Schüler befähigen und über die Bewertung von Umweltänderungen motivieren, sich an einer gesellschaftlichen Entwicklung zu beteiligen, die die Lebensqualität der jetzt lebenden Menschen einander angleicht und die Entfaltungsmöglichkeiten zukünftiger Generationen nicht einschränkt“. Um Menschen hierfür zu befähigen, bedürfen sie nach Ansicht der Autoren dreier
Teilkompetenzen: a) einer Systemkompetenz (verstanden als die Fähigkeit und Bereitschaft einzelne Phänomene als einem größeren System zugehörig zu erkennen, Systemgrenzen und Teilsysteme sowohl zu erkennen und zu bilden, die Funktionsweise von Systemen zu verstehen und Vorhersagen über die Entwicklung von Systemen machen zu können), b) der Gestaltungskompetenz (s. o.) und c) einer Bewertungskompetenz (verstanden als die Fähigkeit, in Entscheidungssituationen unterschiedliche Werte erkennen, gegeneinander abwägen und in den Entscheidungsprozess einfließen lassen zu können).
Insgesamt kann man im Hinblick auf die vorgestellten Zielformulierungen zu folgendem vorläufigen Urteil kommen: a) die in Deutschland aktuell dominierende Zielformulierung „Gestaltungskompetenz“ findet im internationalen Raum kaum Resonanz. Dort orientiert man sich eher an der Formulierung der UNESCO; b) gleichwohl ist das Bestreben, übergeordnete Zielformulierungen einer BNE in messbare Kompetenzen zu übersetzen, eine Notwendigkeit, wenn man beispielsweise Wirkungen von Konzepten der Bildung für nachhaltige Entwicklung nachweisen oder begründete Empfehlungen für die Gestaltung einer Bildung für nachhaltige Entwicklung geben möchte. Bedauerlicherweise erfüllen die bisher vorliegenden Kompetenzformulierungen noch nicht das Kriterium der Messbarkeit.

## Praxisbeispiele
Beispiele Guter-Praxis werden seit 2016 mit dem UNESCO-Japan-Preis ausgezeichnet. 2019 erhielt beispielsweise die Stadt Hamburg für ihre Initiative „Hamburg lernt Nachhaltigkeit“ die Auszeichnung.
Die deutsche UNESCO-Kommission und das Bundesministerium für Bildung und Forschung zeichnen seit 2016 Kommunen, Lernorte und Netzwerke aus, die in vorbildlicher Weise BNE umsetzen. 2019 wurden 100 Initiativen ausgezeichnet.
Wie die Förderung dieser Gestaltungskompetenzen in der Praxis aussehen könnte, zeigen unter anderem das einstige BLK-Programm 21 und sein Nachfolgeprojekt Transfer 21. Deren Werkstattmaterialien und Projektvorschläge orientieren sich stark an den Gestaltungskompetenzen und bewegen sich hauptsächlich in den Bereichen
- interdisziplinäres Lernen,
- Partizipation im lokalen Umfeld
- und innovative Strukturen in der Schule.

Die für die BNE relevanten Themen sind äußerst vielseitig, von Sitten und Bräuchen in anderen Ländern über das Biotop in der eigenen Gemeinde bis zum schulinternen Kiosk, in dem Pausensnacks aus biologischem Anbau sowie fairem Handel verkauft werden.
Methoden wie fächerübergreifende Projektwochen, Schülerfirmen, Kooperationen zwischen Schulen und Unternehmen, Elternpartizipation oder Planspiele (beispielsweise simulierte Stadtratssitzungen) erhalten im Hinblick auf die Ziele der BNE einen immer größeren Stellenwert.
Außerhalb von Schule führt die Arbeitsgemeinschaft Natur und Umweltbildung Deutschland e. V. (ANU) seit 1999 mit überwiegender Förderung durch das BMU Projekte durch, um das Thema Nachhaltigkeit in der Bildungspraxis – insbesondere der außerschulischen Umweltbildungseinrichtungen – zu verankern. Im Ergebnis sind eine Vielzahl praktischer Beiträge entstanden, die nach Schwerpunktthemen gegliedert sind und laufend ergänzt werden.
Zu den wichtigen Themen einer Bildung für nachhaltigen Entwicklung im außerschulischen Bereich gehören insbesondere Bauen und Wohnen, Energie und Klimaschutz, Geld/Wirtschaft/ökonomische Bildung, Mobilität, Wasser, Naturschutz, Landwirtschaft / Ernährung / Gesundheit, Konsum, Partizipation. Wichtig ist eine genaue Zielgruppenansprache, die sich u. a. an der Lebenswelt, den Wertorientierungen und Einstellungen der Bildungsteilnehmenden orientieren muss. Eingesetzt werden partizipative Methoden wie z. B. Open Space, Zukunftswerkstatt oder Philosophieren mit Kindern.
Immer wichtiger wird neben dem formalen sowie dem nicht-formalen Bildungssektor auch der Bereich des Informellen Lernens. Dabei handelt es sich um ein mehr „beiläufiges“ Lernen, das andere Methoden nutzt als das typische Lehrer-und-Schüler-Verhältnis, aber auch pädagogisch gestaltet werden kann. Beispiele sind Wettbewerbe oder der Familienbesuch in einem Zoo.

## Forschung
In der Deutschen Gesellschaft für Erziehungswissenschaften (DGfE) existiert seit 2003 eine Kommission „Bildung für nachhaltige Entwicklung“. Sie hat im Jahr 2004 ein Forschungsprogramm für die BNE aufgelegt und begründet. Dort werden vier Forschungsfelder ausgebracht: a) die Survey-Forschung, b) die Innovations-Forschung, c) die Qualitäts-Forschung und d) die Lehr-Lernforschung.
Grundlagen der empirischen Forschung zur Bildung für eine nachhaltige Entwicklung werden von Rieß (2006) formuliert. Demnach ist die Forschung zur Bildung für nachhaltigen Entwicklung der Gruppe der Realwissenschaften zuzuordnen. Sie untersucht als zentralen Gegenstand Handlungen im Rahmen einer Bildung für nachhaltige Entwicklung und ihre Wirkungen. Dabei können in Abhängigkeit vom Untersuchungsgegenstand sehr verschiedene Forschungsmethoden (qualitative und quantitative Verfahren) der empirischen Sozialforschung zum Einsatz kommen. Das übergeordnete Ziel der Forschung im Bereich der Bildung für nachhaltige Entwicklung ist, wie in den anderen Wissenschaften auch, der Erkenntnisgewinn.
Es lassen sich demnach vier Teilaufgaben ausmachen:
1. die Beschreibung der Sachverhalte (Deskription), die im Bereich der BNE zu ermitteln sind (bspw. die Bestimmung der Anzahl von Unterrichtsstunden, die im Rahmen der BNE an öffentlichen Schulen jährlich gehalten werden),
2. die Erklärung (Kausalanalyse) von Ursache-Wirkungsbeziehungen zwischen Gegebenheiten im Bereich der BNE (bspw. die Bestimmung der Wirksamkeit von Unterrichtsmethoden zur Förderung nachhaltigkeitsfreundlicher Einstellungen),
3. die Prognose, bei der auf der Grundlage von bekannten Ursache-Wirkungsbeziehungen und der Kenntnis der aktuellen Gegebenheiten zukünftige Ereignisse vorausgesagt werden (bspw. im Zusammenhang mit der Frage, welche Wirkungen werden von einem Nachhaltigkeitsaudit auf die Mitglieder eine Institution ausgehen), und
4. die Erstellung einer Technologie in Form von bewährten Verfahrensweisen, Mitteln, Methoden und Regeln zur Hervorbringung erwünschter Sachverhalte im Feld der BNE (bspw. Empfehlungen für die Arbeit von Mitarbeitern an außerschulischen Lernorten im Rahmen der BNE).

## Kritik
Grundlegende Kritik am Konzept der Bildung für Nachhaltige Entwicklung gibt es bereits seit den 1990er Jahren. Diese Kritik wurde in der institutionellen Durchsetzung von Bildung für Nachhaltige Entwicklung nicht bzw. kaum berücksichtigt. Die bisher insbesondere aus der Umweltbildung vorgetragene Kritik wandte sich gegen eine thematische Aufladung, einen grenzenlosen Geltungsanspruch, eine normative Aufladung, in der sich Bildung für Nachhaltige Entwicklung per se als gut und als Teil der Lösung ausgebe und dort, wo doch etwas kritikwürdig erscheine, dieses nicht als immanentes Problem zulasse, sondern problematische Aspekte externalisiere, gegen eine Aufladung von Bildung für Nachhaltige Entwicklung mit einem unbändigen Wirkungs- und Machbarkeitsoptimismus, gegen eine diskursive Schließung breitgefächerter Debatten der Umweltbildung, gegen Macht/Wissen-Regime in der Institutionalisierung und Praxis der Bildung für Nachhaltige Entwicklung, gegen eine Instrumentalisierung und Funktionalisierung von Bildung, gegen eine Unterdrückung von Debatten, die an das Verhältnis individueller und kollektiver Ansprüche an die Gestaltung von Bildungsangeboten und -prozessen anschließen, gegen eine Fokussierung auf die Kompetenzentwicklung von Individuen sowie die Kritik an der Aktualisierung neoliberaler Diskurse. Hinzu kommt etwa Kritik an der bisher für Bildung für Nachhaltige Entwicklung konzeptionell grundlegenden Nicht-Berücksichtigung von Kultur als Feld mit eigenem Nachhaltigkeitsanspruch und von Kultureller Bildung, die u. a. in ihren strukturellen Merkmalen mit Bildung für Nachhaltige Entwicklung in Spannung steht, bzw. an der Funktionalisierung von Kultur und Kultureller Bildung zu Nachhaltigkeitszwecken der Ökologie, Ökonomie, Politik und Gesellschaft.

## Anhang: Chronologie
1972: Gründung des UN-Umweltprogramms (UNEP) auf der ersten Umweltkonferenz in Stockholm.
1987: Veröffentlichung des Brundtland-Berichts:
Es ist ein Perspektivbericht zu langfristig tragfähiger, umweltschonender Entwicklung im Weltmaßstab, der in der internationalen Debatte über Entwicklungs- und Umweltpolitik eine maßgebliche Rolle spielte.
1992: Konferenz für Umwelt und Entwicklung der Vereinten Nationen in Rio de Janeiro (UNCED) und Agenda 21:
Auf der Konferenz beschließen über 170 Regierungen ein entwicklungs- und umweltpolitisches Aktionsprogramm für eine weltweite nachhaltige Entwicklung: die Agenda 21.
2002: Weltgipfel Rio + 10 – Johannesburg und Ausrufung der Weltdekade „Bildung für nachhaltige Entwicklung“:
Die Vereinten Nationen beschließen, die Jahre 2005 bis 2014 als Weltdekade „Bildung für nachhaltige Entwicklung“ auszurufen, mit der Resolution intensive Anstrengungen zu unternehmen, um das Leitbild der nachhaltigen Entwicklung in allen Bereichen der Bildung weltweit zu verankern.
2003: Hamburger Erklärung der Deutschen UNESCO-Kommission:
Aufruf an Bund, Länder, Gemeinden sowie Institutionen der Wirtschaft, Einrichtungen der Forschung und Lehre sowie die Zivilgesellschaft, sich zu einer „Allianz Nachhaltigkeit lernen“ zusammenzufinden.
2004: Deutsche UNESCO-Kommission wird mit Umsetzung der UN-Dekade in Deutschland beauftragt:
Auf Grundlage eines einstimmigen Bundestagsbeschlusses wird die Deutsche UNESCO-Kommission mit der Umsetzung der UN-Dekade in Deutschland beauftragt. Sie beruft dafür ein Nationalkomitee als zentrales Steuerungs- und Abstimmungsgremium. Auf Einladung des Nationalkomitees der UN-Dekade kommen rund 100 wichtige Initiativen der Bildung für nachhaltige Entwicklung einmal im Jahr zum Runden Tisch der UN-Dekade in Deutschland zusammen. Die Deutsche UNESCO-Kommission wird für die Umsetzung der UN-Dekade vom Bundesministerium für Bildung und Forschung (BMBF) gefördert.
2005: Veröffentlichung des 1. Nationalen Aktionsplans mit dem Ziel, den Gedanken der nachhaltigen Entwicklung in allen Bereichen der Bildung zu verankern:
Der Nationale Aktionsplan wird von der Deutschen UNESCO-Kommission herausgegeben und definiert als übergreifendes Ziel der UN-Dekade die Verankerung von Bildung für nachhaltige Entwicklung in allen Bereichen der Bildung. Er wird regelmäßig fortgeschrieben.
2007: Internationale Konferenz in Berlin und Launch des Internetportals www.bne-portal.de:
Im Rahmen der Deutschen EU-Ratspräsidentschaft findet die internationale Konferenz „UN-Dekade Bildung für nachhaltige Entwicklung – Der Beitrag Europas“ in Berlin statt. Ziel der Tagung ist es, den europäischen Beitrag zum weltweiten Vorhaben UN-Dekade „Bildung für nachhaltige Entwicklung“ zu identifizieren und dabei die globale Verantwortung Europas zu berücksichtigen. An der Konferenz nehmen über 200 Vertreter aus allen EU-Ländern, aus anderen Weltregionen und von internationalen Organisationen teil. Als einen weiteren Beitrag zur UN-Dekade realisiert die Deutsche UNESCO-Kommission das Internet-Portal zur Bildung für nachhaltige Entwicklung.
2008: Erste Bundesweite Aktionstage und Neufassung des Nationalen Aktionsplans:
Auf Initiative des Nationalkomitees der UN-Dekade „Bildung für nachhaltige Entwicklung“ finden erstmals die bundesweiten Aktionstage Bildung für nachhaltige Entwicklung mit mehr als 320 unterschiedlichen Veranstaltungen statt.
2009: Weltkonferenz Bildung für nachhaltige Entwicklung:
Die Weltkonferenz Bildung für nachhaltige Entwicklung setzt den Startschuss für die zweite Halbzeit der UN-Dekade. Die UNESCO (Paris) und das Bundesministerium für Bildung und Forschung organisieren die Konferenz. Kooperationspartner ist die Deutsche UNESCO-Kommission (Bonn). 700 Teilnehmer aus allen Weltregionen nehmen an der Konferenz teil.
2011 Neufassung des Nationalen Aktionsplans (deutsch/englisch):
Neben den aktualisierten Teilzielen enthält die dritte Fassung des Nationalen Aktionsplans der UN-Dekade "Bildung für nachhaltige Entwicklung" in Deutschland auch die von den Akteuren gemeinsam erarbeitete Strategie für die zweite Dekade-Hälfte umfasst. Seinen Schwerpunkt bildet darüber hinaus eine Sammlung der wichtigsten politischen Grundsatzpapiere, die im Vorfeld zur Dekade herausgegeben oder in ihrem Verlauf erarbeitet worden sind.
Februar 2012 Internationaler Workshop „Horizont 2015“:
50 Experten aus fünf Kontinenten fordern die Vereinten Nationen auf, die Fortsetzung der UN-Dekade „Bildung für nachhaltige Entwicklung“ über 2014 hinaus sicherzustellen und empfehlen der UN-Generalkonferenz die baldige Verabschiedung einer Resolution.
April 2012 Förderung von Folgeaktivitäten zur UN-Dekade „Bildung für nachhaltige Entwicklung“ (2005–2014) sollen eingeleitet werden:
Mit seinem Beschluss vom 26. April 2012 fordert der Deutsche Bundestag die Bundesregierung auf, sich für Folgeaktivitäten zur laufenden UN-Dekade einzusetzen. Bildung für nachhaltige Entwicklung (BNE) versetze Menschen in die Lage, die Werte, Kompetenzen, Kenntnisse und Fertigkeiten zu erwerben, die heute für die Gestaltung einer zukunftsfähigen Gesellschaft im Einklang mit dem Leitbild der nachhaltigen Entwicklung erforderlich seien, heißt es in dem von CDU/CSU, SPD, FDP und Bündnis 90/Die Grünen beschlossenen Antrag.
Juni 2012 Rio+20-Gipfel und die Schlüsselrolle der Bildung für nachhaltige Entwicklung:
Im Abschlussdokument des Rio+20-Gipfels wird die Bedeutung von „Bildung für nachhaltige Entwicklung“ mehrfach betont. Wichtige Aufgaben werden dabei den Bildungseinrichtungen zugewiesen. Aber auch über den Bildungssektor hinaus sollen die UN-Mitgliedstaaten dafür sorgen, dass BNE noch mehr ins Bewusstsein der Menschen rückt. Besonders hervorgehoben wird die UNESCO als treibende Kraft auf diesem Gebiet.
29./30. September 2014: Nationale Konferenz zum Abschluss der UN-Dekade BNE in Bonn. In der Bonner Erklärung werden Perspektiven für das Weltaktionsprogramm Bildung für nachhaltige Entwicklung (ab 2015) beschlossen, die 5 Prioritäten enthalten: Politische Unterstützung, Gesamtinstitutioneller Ansatz, Lehrende, Multiplikatoren, Jugend und Kommunale Entwicklung.
12. November 2014 in Aichi-Nagoya (Japan) Die UNESCO-Weltkonferenz „Bildung für nachhaltige Entwicklung“ beschließt ähnliche Ziele und startet das Weltaktionsprogramm Bildung für nachhaltige Entwicklung (2015–2019). Ebenfalls wird der UNESCO-Japan-Preis eingeführt. Der Preis wird an herausragende Institutionen und Projekte im Bereich BNE verliehen. Ebenfalls veröffentlicht die UNESCO die Roadmap zum Weltaktionsprogramm BNE veröffentlicht.
2015: Agenda 2030 und Global Action Plan: Die 70. Generalversammlung der Vereinten Nationen bringt die Agenda 2030 für nachhaltige Entwicklung auf den Weg. Dieses neue Rahmenprogramm schließt an die Dekade für nachhaltige Entwicklung an. Ihr Kern sind die 17 Nachhaltigkeitsziele. Das Unterziel 4.7 betont die Bedeutung von Bildung, und explizit von Bildung für nachhaltige Entwicklung, um die Nachhaltigkeitsziele zu erreichen. Dazu wird das Weltaktionsprogramm (WAP) zu Bildung für nachhaltige Entwicklung initiiert. Das fünfjährige Programm (2015–2019) zielt darauf ab, langfristig eine systemische Veränderung des Bildungssystems zu bewirken und Aktivitäten zu Bildung für nachhaltige Entwicklung anzustoßen und zu intensivieren. Dafür werden fünf prioritäre Handlungsfelder benannt: Politische Unterstützung; Ganzheitliche Transformation; Kompetenzentwicklung bei Lehrenden und Multiplikatoren; Stärkung und Mobilisierung der Jugend; Förderung nachhaltiger Entwicklung auf lokaler Ebene. Die UNESCO konzipiert eine „Roadmap“ zur konkreten Umsetzung des Weltaktionsprogramms. In Deutschland wird zur Umsetzung des WAP die Nationale Plattform als zentrales Leitungsgremium vom Bundesministerium für Bildung und Forschung einberufen. Sie besteht aus rund 40 Mitgliedern aus unterschiedlichen gesellschaftlichen Bereichen. Sie wird von einem wissenschaftlichen und einem internationalen Berater unterstützt. Ihr arbeiten Fachforen für die Themen Frühkindliche Bildung; Schule; Berufliche Bildung; Hochschule; Non-formales und informelles Lernen und Kommunen zu sowie das Jugendforum youpaN. Die deutsche Umsetzung des Weltaktionsprogramms folgt dabei dem Anspruch „vom Projekt zur Struktur“ zu kommen, das heißt das man versucht BNE institutionell zu verankern.
2016: Die Neuauflage der deutschen Nachhaltigkeitsstrategie wird veröffentlicht. In ihr wird BNE als Schlüsselinstrument identifiziert. Seit 2016 zeichnen das Bundesministerium für Bildung und Forschung und die Deutsche UNESCO-Kommission Kommunen, Lernorte und Netzwerke aus, die in vorbildlicher Weise BNE umsetzen. So werden allein 2019 von BMBF und DUK 100 Initiativen als Beispiele Guter-Praxis ausgezeichnet.
2017: Nationaler Aktionsplan, am 20. Juni 2017 verabschiedet die Nationale Plattform Bildung für nachhaltige Entwicklung den Nationalen Aktionsplan (NAP) zur Umsetzung des UNESCO-Weltaktionsprogramms Bildung für nachhaltige Entwicklung. 130 Ziele und 349 konkrete Handlungsempfehlungen sollen bewirken, dass Bildung für nachhaltige Entwicklung strukturell in der deutschen Bildungslandschaft verankert wird (Whole System Approach). Der NAP ist das Ergebnis eines partizipativen Multiakteurs-Prozesses, in den Vertreter von Bund, Ländern, Kommunen, sowie aus Wirtschaft, Wissenschaft und Zivilgesellschaft eingebunden waren.
2019: November, 40. UNESCO-Generalkonferenz und BNE für 2030: Bei der 40. UNESCO-Generalkonferenz wird das Programm „Education for Sustainable Development: Towards achieving the SDGs“, oder „ESD for 2030“ (deutsch: „BNE 2030“) als Nachfolgeprogramm für das Weltaktionsprogramm (WAP) (2015 – 2019) beschlossen. Erfolgreiche Strukturen, wie die fünf prioritären Handlungsfelder oder der Gute-Praxis UNESCO-Japan-Preis, werden beibehalten.
2020: UNESCO Roadmap für BNE 2030: Die UNESCO veröffentlicht eine neue Roadmap, die als Leitfaden dient, um das neue Programm, BNE 2030, zu implementieren. BNE 2030 legt mehr Fokus darauf, wie Bildung für nachhaltige Entwicklung zur Erfüllung der Nachhaltigkeitsziele beitragen kann.
Mai 2021: UNESCO-Weltkonferenz in Berlin und Nationale Auftaktkonferenz: Die globale Auftaktkonferenz für das UNESCO-Programm „BNE 2030“ findet vom 17. bis 19. Mai 2021 in Berlin statt. Sie wird von der UNESCO und dem Bundesministerium für Bildung und Forschung veranstaltet. Aufgrund der Sars-Cov-2-Pandemie verschob man die Konferenz von 2020 um ein Jahr. Zum Abschluss der Konferenz wird die "Berliner Erklärung" verabschiedet. Die Berliner Erklärung betont die globale Bedeutung von BNE und transformativem Lernen und ruft Mitgliedsstaaten und Akteure aus Wirtschaft, Wissenschaft und Zivilgesellschaft dazu auf, BNE in allen Bildungsbereichen strukturell zu verankern. Im Anschluss findet am 19. Mai die nationale Auftaktkonferenz „Mit BNE in die Zukunft – BNE 2030“ statt, mit der das Deutsche Programm zu BNE 2030 beginnt. Einen Rahmen um beide Konferenzen bilden die BNE-Wochen, die vom 1. bis zum 31. Mai verschiedenen BNE-Handlungsmöglichkeiten und Praxisbeispiele vorstellen.

### Deutschland
- Literatur von und über Bildung für nachhaltige Entwicklung im Katalog der Deutschen Nationalbibliothek
- Portal Globales Lernen Die zentrale Anlaufstelle für Lehrkräfte und Multiplikator/-innen, die sich über Angebote des Globalen Lernens informieren oder diese in ihre konkrete Arbeit einbinden möchten.
- BNE-Portal Themen und Akteure, Lehr- und Lernmaterialien, Wettbewerbe, Veranstaltungen und Informationen zur Umsetzung der UN-Dekade
- Bundeszentrale politische Bildung Verbindungen zwischen politischer Bildung, Umweltbildung und Bildung für nachhaltige Entwicklung
- Beispiele von BNE-Akteuren (Deutsche UNESCO-Kommission)
- www.bne-literatur.de - Online Literaturdatenbank zu Bildung für nachhaltige Entwicklung
- BLK-Heft 72 (PDF; 363 kB) Bildung für eine nachhaltige Entwicklung. Gutachten zum Programm von Gerhard de Haan und Dorothee Harenberg, Freie Universität Berlin 1999
- BLK-Heft 69 (PDF; 218 kB) Bildung für eine nachhaltige Entwicklung. Orientierungsrahmen 1998
- Programm Transfer-21
- Datenbank UN-Dekade (ausgezeichnete Projekte Deutschland)
- Schule der Zukunft: Bildung für Nachhaltigkeit, Portal zur Kampagne "Schule der Zukunft", gemeinsam getragen von Schul- und Umweltministerium NRW
- NUN: Bildung für Nachhaltigkeit Norddeutschland, Norddeutsche Partnerschaft zur Unterstützung der UN-Dekade Bildung für nachhaltige Entwicklung 2005–2014
- Agenda21NOW
- Wuppertal Institut, Publikationen und Forschungsaktivitäten des Wuppertal Instituts
- Arbeitsgemeinschaft Natur- und Umweltbild (ANU) e. V.
- renn-netzwerk.de („RENN vernetzt Akteure aus allen gesellschaftlichen Bereichen, damit eine nachhaltige Entwicklung in unseren Regionen gelebte Praxis wird“)

### Österreich
- bildungsdekade.at: Österreichisches Dekadenbüro Bildung für nachhaltige Entwicklung (Memento vom 18. Juni 2013 im Internet Archive)
- dekade.at: Forum Zukunft & Entwicklung, Archivlink, abgerufen am 7. April 2023
- umweltbildung.at: Forum Umweltbildung, Portal für Umweltbildung und Bildung für Nachhaltige Entwicklung

### Schweiz
- UNESCO-Kommission Schweiz: Schweizerisches BNE-Dekaden-Komitee, Archivlink abgerufen am 7. April 2023
- BNE-Tätigkeitsbereich der Schweizerischen Konferenz der kantonalen Erziehungsdirektor/innen EDK mit Links zu laufenden Projekten auf nationaler Ebene wie dem Schweizer BNE-Massnahmenplan 2007–2014, dem Modell-Lehrgang Bildung für Nachhaltige Entwicklung (Sekundarstufe I) und dem Expert/innenmandat "Bildung für Nachhaltige Entwicklung in der obligatorischen Schule", Archivlink abgerufen am 7. April 2023
- BNE-Massnahmenplan 2007–2014 vom EDK (Schweizerische Konferenz der kantonalen Erziehungsdirektoren)
- Tätigkeitsprogramm 2015–2019 der EDK (PDF, Archivlink abgerufen am 7. April 2023)
- ehem. Stiftung Bildung und Entwicklung - Schweizer Fachstelle für Globales Lernen mit Themenschwerpunkt BNE (bis Ende 2012)
- éducation21 - Schweizer Kompetenzzentrum Bildung für Nachhaltige Entwicklung (seit Anfang 2013)